# Stanko Perica
Stanko Perica (Rijeka, 1983.), hrvatski isusovac, ravnatelj Isusovačke službe za izbjeglice u Jugoistočnoj Europi.  

## Životopis
Nakon srednje škole upisao je i završio Pravni fakultet u Rijeci te se zaposlio u odvjetničkom uredu. Nakon položenoga pravosudnoga ispita odustaje tri je godine radio kao pravnik, a s 27 godina pristupio je Družbi Isusovoj, ušavši u novicijat u Splitu 2010. godine.  
Za svećenika je zaređen 31. srpnja 2018. godine u Zagrebu te je kapelan Međunarodne katoličke zajednice u Zagrebu. Doktorand je na zagrebačkomu KBF-u. Povremeno piše nedjeljne propovijedi i meditacije za mrežni portal Polis.ba.